# Staurastrum neglectum
Staurastrum neglectum  là một loài Song tinh tảo trong họ Desmidiaceae, thuộc chi Staurastrum.